# فاليري بوتينكو
فاليري بافلوفيتش بوتينكو (16 يوليو 1941 - 13 فبراير 2020)  كان لاعب وسط وحكم كرة قدم روسي، حكم في مباراة من المجموعة الرابعة لكأس العالم 1986 بين الجزائر وأيرلندا الشمالية في 3 يونيو 1986. كان شقيقه الأصغر أندري بوتينكو أيضًا حكمًا لكرة القدم.

## روابط خارجية
- فاليري بوتينكو على موقع Soccerway.com (الإنجليزية)
- الملف الشخصي
- سيرة ذاتية قصيرة
- سيرة في قاموس ياندكس